# شرکت ارواین
شرکت ارواین (انگلیسی: Irvine Company) شرکت املاک و مستغلات آمریکایی است، که در سال ۱۸۶۴ توسط جیمز ارواین تأسیس شد.